# مرگ دیدو

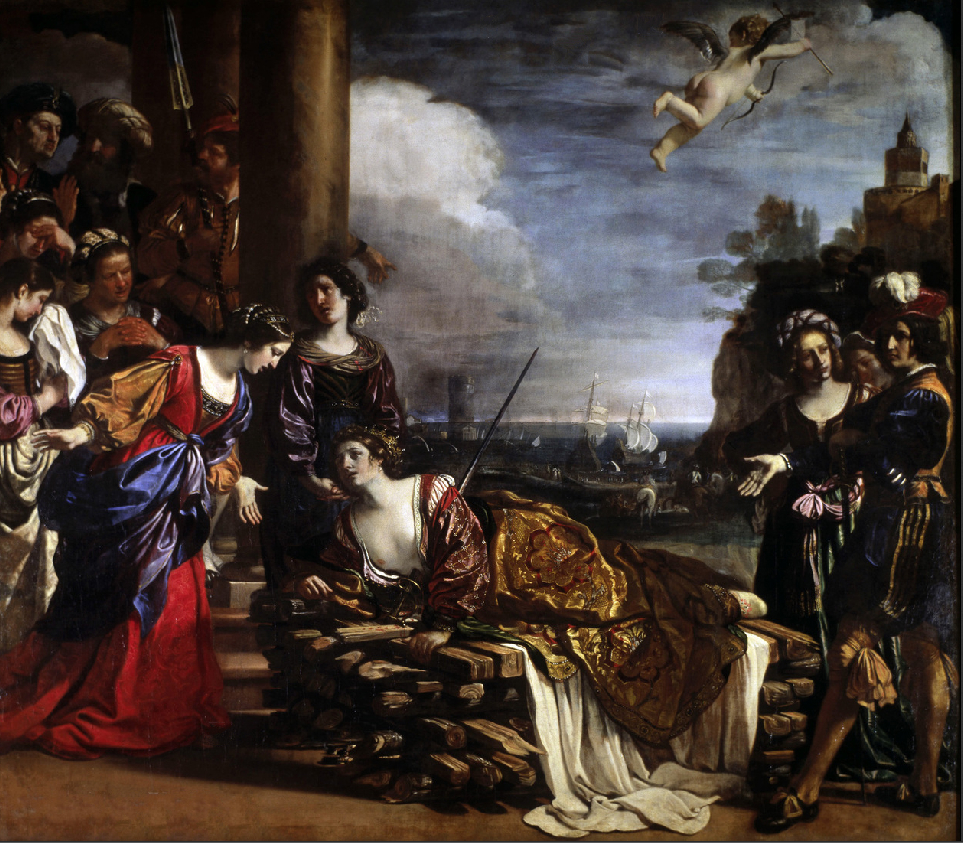

مرگ دیدو (انگلیسی: The Death of Dido) نقاشی رنگ روغن روی بوم سال ۱۶۳۱ توسط نقاش باروک ایتالیایی گوئرچینو، به سفارش کاردینال برناردینو اسپادا برای ماری مدیچی است که کنون در گالری اسپادا در رم آویزان است.